# Andrée Ducret
Pour les articles homonymes, voir Ducret.
Pour l’article ayant un titre homophone, voir André Ducret.
Andrée Juliette Metsu dite Andrée Ducret, née  à Asnières le 11 juillet 1902 et morte au Luc le 4 avril 1982, est une actrice française.

## Filmographie
- 1931 : La Tragédie de la mine de Georg Wilhelm Pabst : Françoise
- 1932 : Danton de André Roubaud : Gabrielle Danton
- 1933 : Il était une fois de Léonce Perret : Lady Baconshire
- 1934 : Jeanne de Georges Marret : Mme. Vieuville
- 1935 : Le Monde où l'on s'ennuie de Jean de Marguenat : Mme Arriego
- 1935 : Bourrachon de René Guissart : Adrienne Bourrachon
- 1935 : Bibi-la-Purée de Léo Joannon
- 1937 : Boissière de Fernand Rivers : Madame Le Barois
- 1947 : Les jeux sont faits de Jean Delannoy : Madame Astin